# Nécropole de Cales Coves
La nécropole de Cales Coves est une nécropole préhistorique située dans la commune d'Alaior, à Minorque, dans les Îles Baléares, en Espagne. C'est la plus grande nécropole de Minorque ; elle se compose de 90 grottes funéraires naturelles et artificielles. Elle a été utilisée de l'Âge du bronze jusqu'à l'époque romaine.

## Situation
La petite baie de Cales Coves est située sur la côte sud de l'île de Minorque. Elle s'est formée par l'érosion de trois ravins (Lloc Nou d'es Fasser, Biniadris, Sant Domingo). Les grottes ont été creusées ou aménagées dans six zones différentes, dans de hautes falaises qui atteignent une hauteur de 35 à 45 m au-dessus du niveau de la mer. L'anse dessine une forme semblable à un « Y ». C'est un lieu abrité qui a été utilisé comme lieu de mouillage depuis l'Antiquité. Il existe des sources d'eau potable dans la crique et les ravins situés en amont permettent un accès à l'intérieur des terres.

## Historique
Dans son ouvrage publié à Madrid en 1787, José Vargas Ponce estime que les grottes de Cales Coves sont des habitats troglodytiques et cette interprétation va se perpétuer jusqu'au début du XIXe siècle. Joan Ramis i Ramis, dans son ouvrage Incripciones romanas que existen en Menorca publié en 1817, est le premier à signaler les inscriptions de la Cova dels Jurats. L'abondance des ossements humains visibles dans les grottes le conduit à émettre l'hypothèse qu'elles servaient de cimetière. Ramis signale le mur cyclopéen connu sous le nom d'Es Catellet et l'existence de deux sources d'eau potable dont l'une a été canalisée. Compte tenu des inscriptions visibles, il attribue le creusement des grottes aux Romains qui auraient occupé le site vers le Ve siècle.
Émile Cartailhac visite le site à la fin du XIXe siècle et en publie plusieurs photographies dans son ouvrage Monuments primitifs des îles Baléares, grâce auxquelles on sait que plusieurs grottes ont depuis disparu dans des effondrements de falaise. En 1896, Gabriel Llabrés et Francisco Hernández Sanz procèdent à un nouveau recensement des inscriptions latines du site et en dénombrent dix-huit. Entre 1966 et 1976, Cristóbal Veny Meliá fouille environ une centaine de grottes et les classe selon trois types (numérotés I à III) dans sa monographie consacrée au site.
La nécropole a été déclarée bien d'intérêt culturel en 1931 (enregistrée sous le numéro RI-51-0003150). En 2013, l'Espagne a proposé l'inscription du site au titre de la « culture talayotique de Minorque » sur la liste indicative de l'UNESCO, préalable à une possible inscription au patrimoine mondial.

## Description

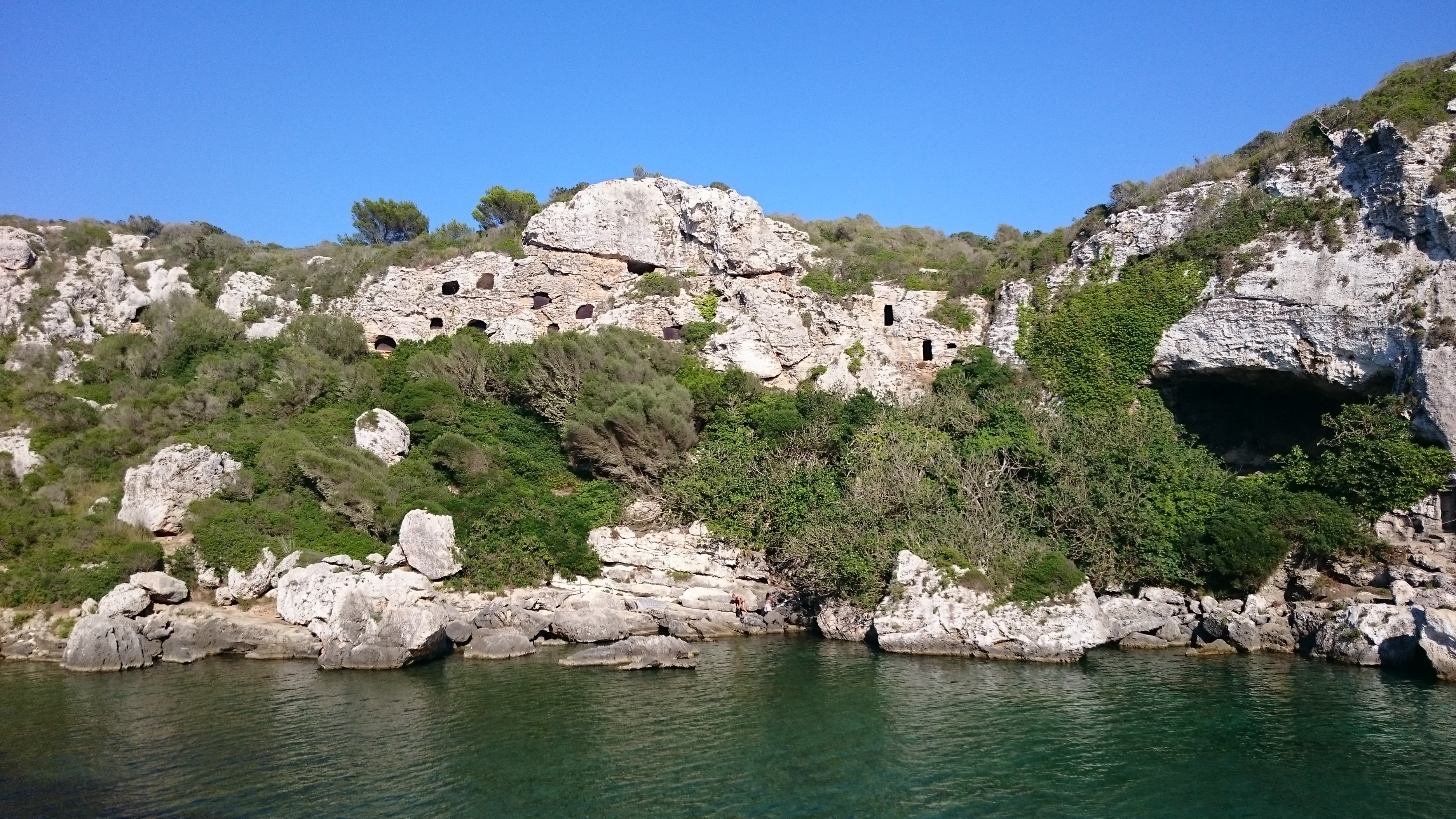
Grottes de type I

Les grottes de type I ont été creusées dans la roche probablement durant l'époque proto-talayotique. Elles sont localisées dans la falaise qui domine le fond de la crique côté est. On dénombre environ quarante grottes de ce type. Elles se caractérisent par une entrée avec un portail semi-circulaire ou oblong et un plan plus ou moins circulaire, et sont de petite taille. Ce sont des espaces funéraires collectifs. Le mobilier funéraire se compose d'objets en bronze (pointes de lance curieusement dénommées « lames de rasoir », perles biconiques, torques, bracelets, bagues et poinçons), de céramiques locales et d'objets en os (aiguilles, petits disques décorés en os).
Les grottes de type II sont les plus anciennes et les moins nombreuses du site. Ce sont des grottes naturelles fermées par un mur cyclopéen. Elles ont été utilisées durant le Naviforme. La plus célèbre est la grotte n° 77 connue sous le nom d'« Es Fornet ».

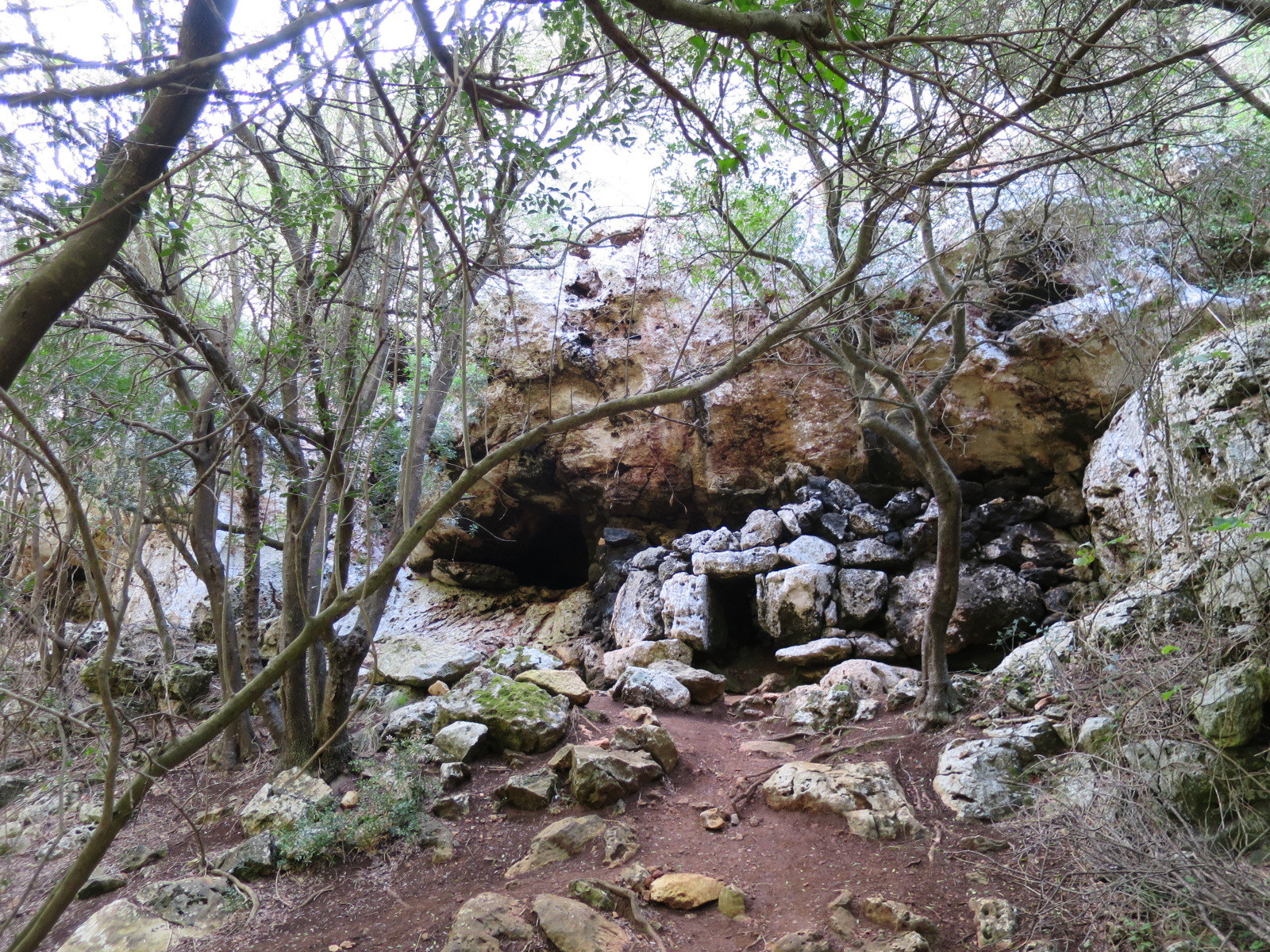
Tombe Es Fornet (extérieur)

Les grottes de type III ont été creusées dans la roche durant les périodes talayotique et post-talayotique dans le prolongement des grottes de type I plus au sud. Elles se composent d'un ensemble assez hétérogène, que Veny Meliá a regroupé sous un unique type, mais certaines correspondent à une phase de transition avec le groupe I. Les plus courantes comportent un portail de forme rectangulaire, un plafond élevé et plat. Elles sont plus spacieuses, bien aménagées avec des banquettes latérales et mieux décorées (pilastres). Certaines disposent d'une cour. Les rites funéraires sont différents : les défunts sont recouverts d'une couche de chaux et le mobilier funéraire comprend de nouveaux objets en fer (couteaux, épées, bracelets), des perles en pâte de verre et des céramiques plus variées d'origine locale ou importée.
La grotte d'Els Jurats, également appelée « l'Église », est une grotte naturelle qui a été réaménagée. Sa fouille en 2010 a permis d'y découvrir des restes d'ossements animaux comportant des traces de dépeçage et de cuisson, ainsi que des bols en céramique, des amphores et une grande quantité de charbon de bois. On devait y pratiquer des rituels incluant la consommation de viande et de vin. Selon ses fouilleurs, la forme de la grotte rappelle celle d'une enceinte à taula. Des inscriptions romaines datées des IIe et IIIe siècles et célébrant la fondation de Rome sont visibles au sud de l'entrée de la grotte.
Côté ouest de la crique, on peut voir un abri connu sous le nom de Coberxo Blanc et à sa gauche une série de plates-formes rocheuses descendant en escalier vers la mer. Il s'agit d'une ancienne zone de mouillage utilisée entre le IIIe et le Ier siècle av. J.-C.. De nombreux fragments de récipients en céramique sont encore présents sous l'eau. Chaque plate-forme comprend au centre une dépression de forme quadrangulaire creusée dans la roche et correspond probablement à l'emplacement du socle d'un ex-voto en bronze placé par des marins. Coberxo Blanc est à l'origine une grotte naturelle qui a été réaménagée, ce qui explique que sa taille et sa forme la distinguent des autres grottes du site totalement creusées par la main de l'homme. Coberxo Blanc mesure environ 20 m de profondeur et environ 9 m de largeur ; sa hauteur d'origine devait être comprise entre 4 et 5 m. Elle comporte en fond de grotte un trou circulaire probablement destiné à collecter les eaux qui suintent le long des parois. L'effondrement d'une grande partie de son plafond sur plus des deux tiers de sa superficie a permis d'en conserver le potentiel archéologique.
Le Castellet de Cales Coves est un bastion préhistorique qui a été édifié sur le promontoire rocheux encadrant la baie côté ouest. Il est constitué d'un mur orienté nord/sud fermant une saillie rocheuse et protégeant, plus à l'est, l'accès à un puits creusé dans la roche. Ce mur, en forme de « L », mesure 137 m de long sur son grand côté et 56 m de long sur son petit côté, avec une largeur maximale conservée comprise entre 3,50 m et 4 m. Il délimite un espace d'environ 4 ha, où il aurait pu y avoir une sorte d'établissement ayant probablement des fonctions défensives. Cette hypothèse devra être confirmée car, pour l'instant, aucune fouille n'a été effectuée. Selon V. Guerrero, l'édifice était destiné à protéger le lieu de mouillage et pouvait servir d'amer.